# Abel Korzeniowski
Abel Korzeniowski, egentligen Adam Korzeniowski, född 18 juli 1972 i Kraków, är en polsk kompositör inom film- och teatermusik. Han är i hemlandet Polen mest känd för att ha komponerat musiken till ett flertal polska filmer, såsom den av Jerzy Stuhr regisserade långfilmen Älskade kamel (polska: Duże zwierzę) från år 2000. Han ligger också bakom komponerandet till en del Hollywoodproduktioner, såsom Pu-239, En enda man och W.E..
Abel Korzeniowski bor och arbetar sedan många år tillbaka i Los Angeles. Hans mor, Barbara Korzeniowska (född Wrońska), har under många år varit aktiv som cellist, medan hans två bröder, Antoni och Andrzej Korzeniowski, arbetar som musiker.

## Film- och TV-arbeten (i urval)

### Film
- 2000 – Älskade kamel
- 2004 – Metropolis (ursprungligen från 1927)
- 2006 – Pu-239
- 2009 – En enda man
- 2011 – W.E.
- 2013 – Escape from Tomorrow
- 2013 – Romeo & Juliet
- 2016 – Nocturnal Animals
- 2018 – The Nun
- 2020 – The Courier
- 2022 – Till
- 2022 – Emily
- 2024 – The Watchers

### TV
- 2014–2016 – Penny Dreadful (TV-serie)